# ラズ・ヘルシュコ

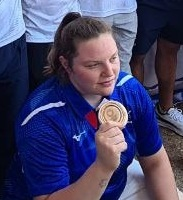

ラズ・ヘルシュコ（Raz Hershko 1998年6月19日- ）はイスラエル出身の柔道選手。階級は78kg超級。なお、LGBTであることを公表している。

## 経歴
2015年のヨーロッパカデ選手権70kg超級で優勝すると、ヨーロッパユースオリンピックフェスティバルでは2位になった。2017年のU23ヨーロッパ選手権78kg超級では2位になるも、2018年のU23ヨーロッパ選手権では3位だった。2021年のグランドスラム・アンタルヤでIJFワールド柔道ツアー初優勝を果たした。7月に日本武道館で開催された東京オリンピックでは初戦でサウジアラビアのタハニ・アルカタニと歴史的な対戦を果たして背負落で一本勝ちするも、2回戦で今大会優勝した素根輝に体落で敗れた。東京オリンピック混合団体では3位になった。グランドスラム・パリでは優勝した。2022年のヨーロッパ選手権では2位だったが、グランドスラム・ウランバートルで優勝した。世界選手権では5位だったが、世界団体では3位になった。2023年に地元で開催されたグランドスラム・テルアビブとグランドスラム・トビリシで優勝した。2023年の世界選手権では準々決勝で素根に合技で敗れるも、その後の敗者復活戦を勝ち上がって3位になった。2024年のヨーロッパ選手権で優勝した。パリオリンピックでは決勝でブラジルのベアトリス・ソウザに技ありで敗れて銀メダルだった。
IJF世界ランキングは2618ポイント獲得で1位(25/2/3現在)。

## 主な戦績
- 2015年 - ヨーロッパカデ選手権　優勝(70kg超級)
- 2015年 - ヨーロッパユースオリンピックフェスティバル　2位
- 2017年 - U23ヨーロッパ選手権　2位
- 2018年 - U23ヨーロッパ選手権　3位
- 2019年 - グランプリ・モントリオール　2位
- 2021年 - グランドスラム・アンタルヤ　優勝
- 2021年 - 東京オリンピック混合団体　3位
- 2021年 -　グランドスラム・パリ 優勝
- 2021年 -　グランドスラム・バクー 3位
- 2021年 -　グランドスラム・アブダビ 3位
- 2022年 -　グランドスラム・テルアビブ　3位
- 2022年 -　グランドスラム・アンタルヤ　3位
- 2022年 -　ヨーロッパ選手権　2位
- 2022年 -　グランドスラム・ウランバートル 優勝
- 2022年 -　グランドスラム・ブダペスト 3位
- 2022年 -　グランプリ・ザグレブ 優勝
- 2022年 -  世界選手権　5位
- 2022年 -　世界団体　3位
- 2022年 -　ワールドマスターズ 3位
- 2023年 -　グランドスラム・テルアビブ　優勝
- 2023年 -　グランドスラム・トビリシ　優勝
- 2023年 -　世界選手権　3位
- 2023年 -　グランドスラム・ウランバートル　2位
- 2023年 -　グランドスラム・バクー　3位
- 2023年 - ヨーロッパ選手権 2位
- 2023年 -　グランドスラム・東京　3位
- 2024年 -　グランドスラム・パリ　3位
- 2024年 -　ヨーロッパ選手権　優勝
- 2024年 - パリオリンピック　2位
- 2025年 - グランドスラム・パリ　3位
- 2025年 - ヨーロッパ選手権　2位

(出典)